# Брукнер, Часлав
Часлав Брукнер (род. 9 июля 1967, Нови-Сад, Югославия) — сербско-австрийский квантовый физик и профессор университета.

## Биография
Брукнер изучал физику в Белградском университете с 1987 по 1991 год, а затем получил степень по физике в Венском университете в 1995 году. Затем он работал научным сотрудником в Институте экспериментальной физики Университета Инсбрука. В 1999 году он получил докторскую степень по квантовой физике в Венском технологическом университете.
В 2003 году он получил хабилитацию в области квантовой физики в Венском университете, где до 2014 года был адъюнкт-профессором. У него было несколько научных исследований за границей: в 2004 году в Имперском колледже в Лондоне и с 2005 по 2008 год в качестве профессора в Университете Цинхуа в Пекине. С 2008 года он является приглашенным профессором Белградского университета.
С июля 2013 г. по июнь 2019 г. он был директором Института квантовой оптики и квантовой информации Австрийской академии наук, а с февраля 2014 г. заведует кафедрой теории квантовой информации и основ квантовой физики в группе «квантовая оптика, квантовая нанофизика» и «квантовая информация» в Венском университете.
Его исследовательские интересы связаны с теорией квантовой информации, квантовой нелокальностью и теоретическими квантовыми основами, а также причинно-следственными связями в гравитации и квантовой физике.
В 2021 году избран членом Сербской академии наук и искусств.